# Soldatske, Petrove
Soldatske (în ucraineană Солдатське) este un sat în comuna Bohdanivka din raionul Petrove, regiunea Kirovohrad, Ucraina.

## Demografie
Componența lingvistică a localității Soldatske
     Ucraineană (96,97%)
     Rusă (2,02%)
     Română (1,01%)
Conform recensământului din 2001, majoritatea populației localității Soldatske era vorbitoare de ucraineană (96,97%), existând în minoritate și vorbitori de rusă (2,02%) și română (1,01%).